# راندي ليو
راندي ليو (بالإنجليزية: Randy Lew)‏ هو لاعب بوكر أمريكي، ولد في 3 يوليو 1985 في ساكرامنتو في الولايات المتحدة.